# PCR (redes)
PCR (del inglés Peak Cell Rate) es la Tasa Pico de Celdas, parámetro definido por el Foro ATM para la administración del tráfico del protocolo de redes informáticas Asynchronous Transfer Mode. En la transmisión CBR, el PCR determina con que frecuencia se envían las muestras de datos. En la transmisión ABR, el PCR determina el valor máximo del ACR.
- Datos: Q6055315